# Oikeios
Termin oikeios (gr. οἰκεῖος – „należący do gospodarstwa domowego”) był używany jako honorowy, a ostatecznie jako formalny tytuł w Cesarstwie Bizantyjskim pomiędzy IX–XV wiekiem. 
Termin ten pierwotnie pojawił się w traktacie Kletorologion z 899 r. i stanowił określenie bliskich krewnych panującego bizantyjskiego cesarza. Według Oxford Dictionary of Byzantium: „prawdopodobne jest, że tytuł oikeios był powiązany z tytułem doulos, oznaczającym niewolnika lub sługę, w tym sensie, że „człowiek o tytule oikeios nazwałby siebie doulos Jego Wysokości”. W tym kontekście oznaczałoby to, że greckie οἰκεῖος, tłumaczone jako „należący do gospodarstwa domowego”, zostało tu potraktowane dosłownie – jako stan posiadania.  
Pod koniec XII wieku, pod rządami cesarzy Komnenów, tytuł ten został sformalizowany jako półoficjalny i był przyznawany starszym dostojnikom, głównie cywilnym, aż do upadku Imperium. Czasami był on używany jako tytuł sam w sobie, nie łączył się z urzędami lub godnościami.